# Guisande e Oliveira (São Pedro)
Guisande e Oliveira (São Pedro) (llamada oficialmente União das Freguesias de Guisande e Oliveira (São Pedro)) es una freguesia portuguesa del municipio de Braga, distrito de Braga.

## Historia
Fue creada el 28 de enero de 2013 en aplicación de una resolución de la Asamblea de la República de Portugal promulgada el 16 de enero de 2013 con la unión de las freguesias de Guisande y São Pedro de Oliveira, pasando su sede a estar situada en la antigua freguesia de Guisande.

## Demografía
| Gráfica de evolución demográfica de Guisande e Oliveira (São Pedro) entre 2011 y 2021 |
|                                                                                       |
| Datos según el nomenclátor publicado por el INE portugués.                            |